# Mont Ishikari
Le mont Ishikari (石狩岳, Ishikari-dake) est une montagne du Japon, sur l'île de Hokkaidō. Il fait partie du parc national de Daisetsuzan, et est la source du fleuve Ishikari.